# Gimnastyka Bothmera
Gimnastyka Bothmera – dyscyplina ruchu stworzona i rozwijana przez F. Grafa von Bothmer w latach 1922–1938, kiedy był nauczycielem w pierwszej szkole waldorfskiej w Stuttgarcie.
Rozwijana z inspiracji i we współpracy z R. Steinerem gimnastyka określona jako samodzielna dyscyplina ruchu, która współpracuje z siłami przestrzeni. Uprawiający gimnastykę uczy się – wychodząc od poznania architektury ludzkiej postaci – rozwijać swoje możliwości ruchowe w kierunku uświadomienia sił działających w człowieku i przestrzeni.
Ten rodzaj gimnastyki znajduje swoje zastosowanie w pedagogice, w terapii, w pokazach scenicznych i plenerowych, służy trenerom gimnastyki i innych dyscyplin w stosowaniu ćwiczeń równoważących jednostronny rozwój wynikający z uprawiania dyscyplin sportowych, które kładą nacisk wyłącznie na rozwój cech motorycznych.